# عوارض ذاتية
العوارض الذاتية هي التي تلحق الشيء لما هو، كالتعجب اللاحق لذات الإنسان، أو لجزئه، كالحركة بالإرادة اللاحقة للإنسان بواسطة أنه حيوان، أو بواسطة أمر خارج عنه مساو له، كالضحك العارض للإنسان بواسطة التعجب.